# Biblioteksersättning
Biblioteksersättning är pengar som enligt lag betalas till författare, översättare och andra upphovspersoner vars böcker lånas ut i stor utsträckning på offentliga bibliotek (dock ej forskningsbibliotek). Ersättningen kan både ses som ett sätt att ersätta den förlust i försålda exemplar som biblioteksutlåningen medför och som ett kulturpolitiskt stöd till författarna. Systemet, som infördes från 1940-talet i olika nordiska länder, har spritts vidare runt om i Europa.

## Införandet
De nordiska länderna har varit pionjärer i införandet av biblioteksersättning. Först i världen med biblioteksersättning var Danmark där bibliotekspenge föreslogs införas redan 1941, men andra världskriget uppsköt införandet till 1946. Sedan infördes det därefter i Norge 1947 (bibliotekavgift, numera bibliotekvederlag), Sverige 1954, Finland 1961 och Island 1967. Begreppet har också fått motsvarigheter i Storbritannien (public lending right), Nederländerna (leenrecht), Tyskland och Österrike (Bibliothekstantieme) och har även spridit sig till allt fler länder. Vartannat år sedan 1995 har internationella konferenser om biblioteksersättning hållits. Den sjätte internationella konferensen hölls 21-23 september 2005 i Berlin med delegater från 25 länder.
Införandet av biblioteksersättning i Sverige diskuterades i den 1948 tillsatta bokutredningen, som avgav sitt betänkande i SOU 1952:23. Den regleras i en särskild förordning (1962:652) om Sveriges författarfond, (SVFF). Fonden förvaltas av Kammarkollegiet. Utbetalningar från fonden verkställs av Kammarkollegiet efter beslut av fondens styrelse.

## Beräkning av ersättningen
Biblioteken (folkbiblioteken och skolbiblioteken) bidrar med statistik om sin utlåning men det är staten som betalar ut den ekonomiska ersättningen till fonden. För år 2020 hade SVFF att fördela 177,3 miljoner kronor. Biblioteksersättningen utgår även till arvtagarna efter en upphovspersons död lika länge som upphovsrätten gäller, alltså i 70 år. Som ett led i sitt arbete har SVFF dels ett register över upphovsrättsinnehavare och dels en omfattande statistik över mest utlånade författare.

### Författarpenning och översättarpenning
Författarpenning delas ut till upphovsman till ett litterärt verk i original och var i februari 2020 113 öre, av totalt de 188 öre som överförs till fonden för varje hemlån från biblioteken. Författarpenning utbetalas enbart för böcker med högst tre författare.
Översättarpenning delas ut till översättare av ett litterärt verk till eller från svenska språket och var i februari 2020 56,5 öre, av totalt de 94 öre som överförs till fonden för varje hemlån från biblioteken.
Dessa ersättningar gäller upp till ett maxbelopp om 226 000 kronor. För belopp överskjutande 226 000 kronor betalas det ut endast ett reducerat belopp.
Under 2019 var 4 044 upphovspersoner och deras efterlevande berättigade till ersättning. Beloppen varierade mellan 2 120 kr och 307 338 kr och uppgick sammanlagt till cirka 61,5 miljoner kronor.

### Övriga utbetalningar
Efter att författarpenningen och översättarpenningen betalats ut används återstående belopp till:
1. pensioner och understöd till upphovspersoner till litterära verk samt understöd till deras efterlevande,
2. stipendier till förtjänta upphovsmän till litterära verk och bokillustratörer samt
3. bidrag till särskilda ändamål som avser litterär verksamhet.

Jämför privatkopieringsersättning och individuell visningsersättning.

## EU-direktiv
Europeiska unionens råd lade den 19 november 1992 fram ett direktiv (92/100/EEG) om uthyrnings- och utlåningsrättigheter, vilket även kom att omfatta Sverige vid EU-inträdet 1995. En svensk lag (1997:309) upprättades därefter för att anpassa den svenska upphovsrättslagen enligt direktivet. En rapport från Europeiska kommissionen år 2002 påtalade dock att flera medlemsstater (däribland Sverige) hade misslyckats med att implementera direktivet korrekt, på så sätt att enbart inhemska upphovsmän var berättigade till ersättningen. 1992 års direktiv har senare ersatts av ett annat direktiv (2006/115/EG).